# ساریخانلی
ساریخانلی (به ترکی آذربایجانی: Sarıxanlı) یک منطقه مسکونی در جمهوری آذربایجان است که در شهرستان ایمیشلی واقع شده است. ساریخانلی پس از ایمیشلی پرجمعیت‌ترین منطقه این شهرستان است. دهستان ساریخانلی شامل دو روستای ساریخانلی و وتگه است. ساریخانلی ۶۲۵۱ نفر جمعیت دارد.